# Vlag van Cyprus
De vlag van Cyprus (Grieks: Σημαία της Κύπρου; Turks: Kıbrıs bayrağı) werd op 16 augustus 1960 in gebruik genomen, onder de akkoorden van Zürich en Londen, waarbij een grondwet werd opgesteld en Cyprus werd uitgeroepen tot onafhankelijke staat. Op een witte ondergrond zijn in kopergeel de contouren van het gehele eiland Cyprus aangegeven. Het kopergeel symboliseert de vele kopererts die in de Cypriotische bodem zit. Onder de afbeelding van het eiland staan twee olijftakken, als teken van vrede tussen de Grieks- en Turks-Cyprioten. De vlag werd door de Cypriotische president Makarios III geïntroduceerd met de bedoeling het Turkse en Griekse gedeelte dichter bij elkaar te brengen. Om die reden werden de kleuren van de Griekse (blauw) en Turkse (rood) vlag vermeden, om de vlag een zo neutraal mogelijke uitstraling te geven. De vlag is ontworpen door de Turks-Cypriotische kunstenaar İsmet Güney.
In 1963 scheidden de Grieks- en Turks-Cypriotische gemeenschappen zich als gevolg van geweld tussen de gemeenschappen. Het Turkse gedeelte van het eiland, de Turkse Republiek van Noord-Cyprus, heeft een eigen vlag.

## Ontwerp
De kaart van het eiland beslaat 44% van de vlag. In het oorspronkelijke ontwerp uit augustus 1960 was werd voor het koper Pantone 144-C gebruikt en voor het groen van olijftakken Pantone 336-C. De achtergrond van de vlag is wit. De verhouding tussen de hoogte en de lengte van de vlag was 3:5.
De vlaggen die men in Grieks-Cyprus aantreft, verschilden vaak van deze voorschriften. De Grieks-Cypriotische regering is in oktober 2005 begonnen met maatregelen te nemen die ervoor moeten zorgen dat alleen vlaggen die aan de juiste specificaties voldoen geproduceerd worden. 
Op 24 april 2006 werden nieuwe richtlijnen opgesteld en werden de kleuren en het ontwerp (met name de olijftaken) lichtjes aangepast. Voor koper zou voortaan Pantone 1385 gebruikt worden en Pantone 574 voor het groen van de olijftakken. Ook de ratio van de vlag werd gewijzigd en op 2:3 vastgelegd, wat een meer gebruikelijk formaat is.

## Betekenis
De kleur wit staat voor vrede, net zoals de olijftakjes die het vreedzaam samenleven van de Griekse en Turkse Cyprioten symboliseren. De koperkleurige afbeelding van Cyprus doet denken aan de Latijnse betekenis van de naam: 'Kopereiland'.

## Geschiedenis

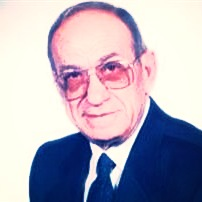
Kunstenaar İsmet Güney ontwierp de moderne vlag van Cyprus in 1960

De vlag van de Republiek Cyprus werd voorafgegaan door de vlag van Brits Cyprus. Na de onafhankelijkheid nam Cyprus een nieuwe vlag aan. Volgens de grondwet moet de vlag "een neutraal ontwerp en neutrale kleur hebben", d.w.z. dat hij geen blauwe of rode kleuren mag bevatten (de kleuren van de vlag van Griekenland en de vlag van Turkije) en geen kruis of maan mag afbeelden.
Het oorspronkelijke voorstel, opgesteld door het voormalige Britse koloniale bestuur, behelsde een roestbruine K op een wit veld. Het werd verworpen door president Makarios III en vicepresident Fazil Küçük, die de voorkeur gaven aan een vlag die was voorgesteld door İsmet Güney, een Turks-Cypriotische kunstenaar.

### Gebruik van de vlaggen van Griekenland en Turkije
Volgens de grondwet hebben de gemeenschapsautoriteiten en hun instellingen het recht om tijdens de feestdagen de Griekse of Turkse vlag naast de vlag van Cyprus te hijsen. Elke burger mag zonder enige beperking de Griekse of Turkse vlag, of beide, naast de Cypriotische vlag hijsen in zijn woning of winkel. Andere bepalingen staan ook toe dat gemeenten, onderwijsinstellingen en de Nationale Garde dit doen. Sinds de feitelijke verdeling van het eiland, volgend op de invasie van 1974, is de vlag van Griekenland de enige van de twee die wappert in het gebied dat onder de jurisdictie van de Republiek Cyprus valt, vanwege de overheersende aanwezigheid van Grieks-Cyprioten in dat deel van het eiland. Op dezelfde manier wordt de vlag van Turkije alleen gezien in het gebied dat onder de Turkse Republiek Noord-Cyprus valt (die alleen door Turkije wordt erkend).

### Voorgestelde nationale vlag
Onder de voorwaarden van het vredesplan van Annan voor Cyprus, een voorstel van de Verenigde Naties om het geschil over Cyprus op te lossen, zou een nieuwe nationale vlag worden aangenomen door een heropgerichte confederale republiek Cyprus. Er werd een wedstrijd uitgeschreven en de VN verzamelde meer dan 1000 voorstellen tot 17 februari 2003. Enkele van de voorstellen zijn te vinden op de webpagina "Cyprus zoekt nieuwe vlag" van de BBC. Het is mogelijk dat een toekomstige regeling voor Cyprus ook een nieuwe vlag zal omvatten.

### Historische vlaggen

Vlag van Koninkrijk Cyprus (15e eeuw)
De eerste vlag van Brits Cyprus tussen 1881 en 1922
De laatste vlag van Brits Cyprus tussen 1922 en 1960
Versie van de vlag die in 1960 werd gebruikt
Versie van de vlag gebruikt van 16 augustus 1960 tot 24 april 2006
Versie van de vlag gebruikt sinds 24 april 2006
Het verworpen voorstel van het Britse koloniale bestuur voor de vlag van onafhankelijk Cyprus (1959)
De vlag voor een herenigd Cyprus zoals die in het vredesplan van Annan is voorgesteld